# Grégory Proment
Grégory Proment (ur. 10 grudnia 1978 w Paryżu) – francuski piłkarz występujący na pozycji pomocnika. Obecnie jest zawodnikiem klubu FC Metz.

## Kariera klubowa
Proment zawodową karierę rozpoczynał w pierwszoligowym klubie FC Metz. W ekstraklasie zadebiutował 12 września 1997 w wygranym 2:0 meczu z AS Cannes. W 1998 roku wywalczył z klubem wicemistrzostwo Francji. W 1998 roku dotarł z zespołem do finału Pucharu Ligi Francuskiej, jednak Metz przegrał tam 0:1 z RC Lens.  6 lutego 2002 w wygranym 2:0 pojedynku z FC Nantes strzelił pierwszego gola w trakcie gry w Ligue 1. W 2002 roku spadł z klubem do drugiej ligi. W 2003 roku powrócił z Metz do Ligue 1. W 2006 roku ponownie spadł z nim do Ligue 2. Wówczas Proment odszedł z klubu.
Latem 2006 podpisał kontrakt z innym drugoligowcem - SM Caen. Pierwszy ligowy mecz zaliczył tam 28 lipca 2006 przeciwko FC Libourne-Saint-Seurin (2:1). W 2007 roku awansował z klubem do Ligue 1. W 2009 roku spadł z Caen do Ligue 2. W 2010 roku przeszedł do Antalyasporu.
| Sezon   | Klub        | Kraj    | Rozgrywki  | Mecze | Bramki | Rozgrywki Europy                    | Mecze | Bramki |
| ------- | ----------- | ------- | ---------- | ----- | ------ | ----------------------------------- | ----- | ------ |
| 1997/98 | FC Metz     | Francja | Division 1 | 15    | 0      | -                                   | -     | -      |
| 1998/99 | FC Metz     | Francja | Division 1 | 21    | 0      | Liga Mistrzów UEFA Liga Europy UEFA | 2 2   | 0 0    |
| 1999/00 | FC Metz     | Francja | Division 1 | 21    | 0      | Liga Europy UEFA                    | 6     | 0      |
| 2000/01 | FC Metz     | Francja | Division 1 | 27    | 0      | -                                   | -     | -      |
| 2001/02 | FC Metz     | Francja | Division 1 | 29    | 1      | -                                   | -     | -      |
| 2002/03 | FC Metz     | Francja | Ligue 2    | 34    | 7      | -                                   | -     | -      |
| 2003/04 | FC Metz     | Francja | Ligue 1    | 21    | 2      | -                                   | -     | -      |
| 2004/05 | FC Metz     | Francja | Ligue 1    | 24    | 4      | -                                   | -     | -      |
| 2005/06 | FC Metz     | Francja | Ligue 1    | 35    | 3      | -                                   | -     | -      |
| 2006/07 | SM Caen     | Francja | Ligue 2    | 36    | 0      | -                                   | -     | -      |
| 2007/08 | SM Caen     | Francja | Ligue 1    | 33    | 1      | -                                   | -     | -      |
| 2008/09 | SM Caen     | Francja | Ligue 1    | 28    | 1      | -                                   | -     | -      |
| 2009/10 | SM Caen     | Francja | Ligue 2    | 28    | 0      | -                                   | -     | -      |
| 2010/11 | Antalyaspor | Turcja  | Superliga  | 8     | 0      | -                                   | -     | -      |
| 2010/11 | SM Caen     | Francja | Ligue 1    | 7     | 0      | -                                   | -     | -      |
| 2011/12 | SM Caen     | Francja | Ligue 1    | 33    | 2      | -                                   | -     | -      |
| 2012/13 | FC Metz     | Francja | National   | 2     | 0      | -                                   | -     | -      |

Stan na: 18 sierpnia 2012 r.